# أندرو هانسن
أندرو هانسن (بالإنجليزية: Andrew Hansen)‏ هو مغني وكاتب أغاني وكاتب سيناريو أسترالي، ولد في 18 سبتمبر 1974.

## وصلات خارجية
- أندرو هانسن على موقع IMDb (الإنجليزية)
- أندرو هانسن على موقع قاعدة بيانات الفيلم (الإنجليزية)